# Absolute Radio
Absolute Radio — британская национальная радиостанция, принадлежащая Bauer Radio через Absolute Radio Network.

## История

### 1993—1997: Запуск и первые годы Virgin Radio
Закон о радиовещании 1990 года разрешил запуск в Великобритании в общенациональном масштабе радиостанций в качестве независимого национального радио (INR). Администрация радио (англ. Radio Authority) должна была выдать три лицензии: INR1 предназначалась для 'не популярной' станции (которой стала Classic FM), INR3 отходила для разговорной радиостанции (ею стала Talk Radio), INR2 была доступна 'всем желающим', победителем становился заплативший большую цену и удовлетворявший действующему законодательству.
Вторая национальная лицензия INR2 занимала диапазон между 1197 и 1215 кГц, ранее принадлежавший и не использовавшийся радиостанцией BBC Radio 3. Она была размещена в октябре 1991 года и претендентами на её получения стали пять организаций: Независимая национальная телерадиокомпания Шеффилда (предложила 4,010 млн фунтов стерлингов в год); консорциум TV-am/Virgin (£1,883 млн); Chiltern Radio 20/20 Radio (£1,311 млн); Radio Clyde Score Radio (£701 тыс.) и консорциум CLT, Харви Голдсмита и RTÉ (£211 тыс.). В апреле 1992 года консорциум TV-am/Virgin получил лицензия после того, как администрация радио оказалось не удовлетворено возможностями телерадиокомпании Шеффилда. Позднее в том же году TV-am лишилась своей франшизы ITV, и её доля в радиостанции была продана в марте 1993 года Apax Partners, JP Morgan Investment Corporation и Дэвиду Фросту.

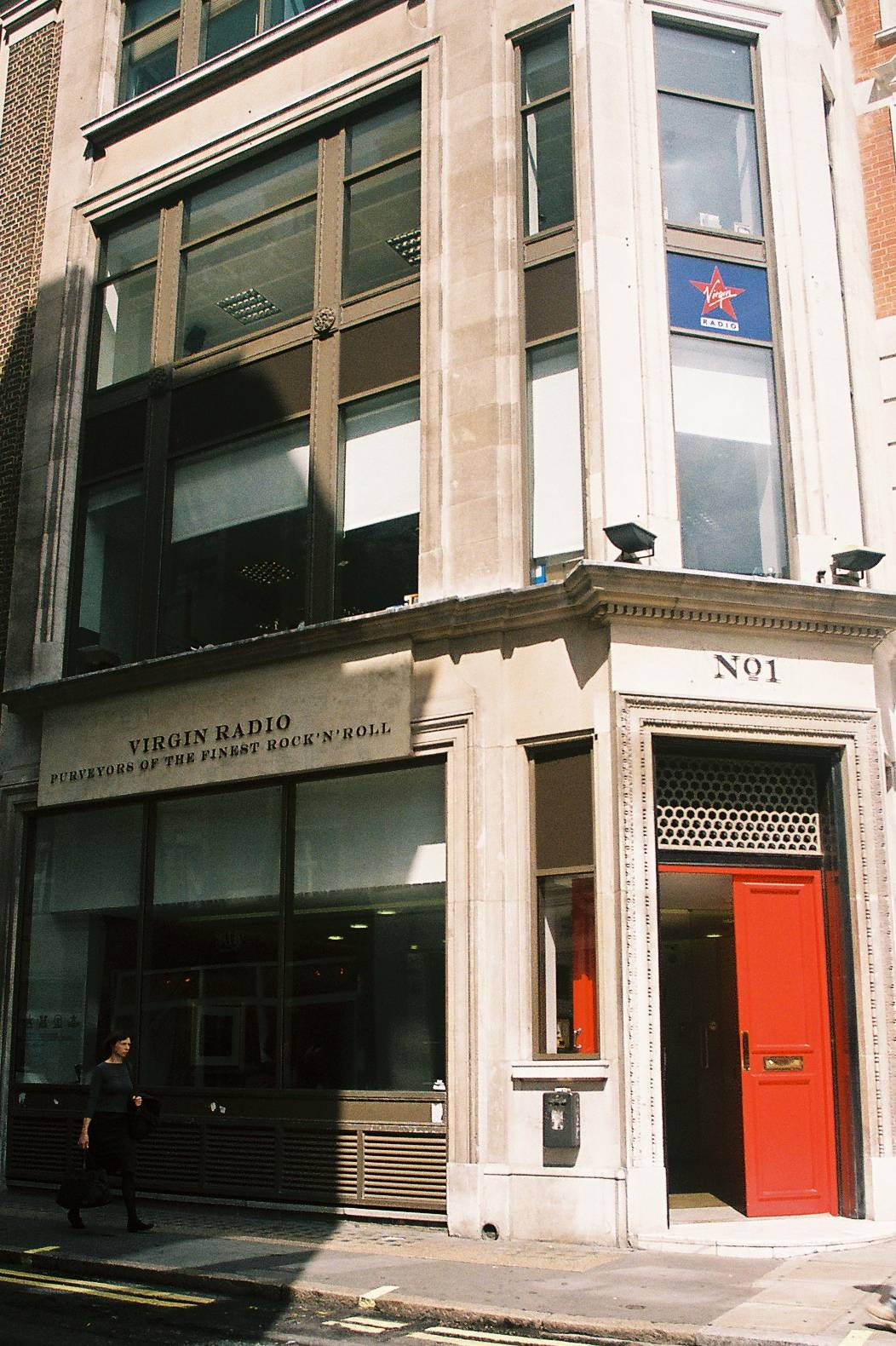
Здание по адресу Голден-сквер, дом 1, с логотипом «Virgin Radio»

Станция была запущена 30 апреля 1995 года в 12:15 под позывным Virgin 1215. В первоначальный состав ведущих входили Ричард Скиннер, Расс Уильямс, Джонатан Коулмен, Митч Джонсон, Грэм Дин, Ник Эббот, Венди Ллойд, Томми Вейс, Император Роско и дэйв Фаннинг. Крис Эванс был нанят ведущим утреннего субботнего шоу, имея успех с утренней программой на выходных на BBC GLR. Первой песней в эфире стала кавер-версия композиции «Born to be Wild» группы Steppenwolf в исполнении австралийцев из INXS. Первыми ведущими в радиоэфире стали Ричард Брэнсон и Ричард Скиннер, ведшие прямой эфир из Virgin Megastore в Манчестере и Лондона. Скиннер был также программным директором, делившем этот пост с Джоном Ревеллом. Джон Пирсон был директором по продажам, и до этого он занимал эту должность в LBC. Энди Моллетт был директором по финансам запуска. Исполнительным директором был Дэвид Кэмпбелл, ранее бывший управляющим директором одной из постпродакшн телекомпаний Virgin.
Ещё до запуска на AM Virgin Radio проводила кампанию за национальную FM-сеть. Первоначально оно лоббировало доступность FM-сети BBC Radio 4 а затем, когда Управление радио начало консультации по использованию диапазона 105—108 МГц, начало продвигать выделение этого диапазона для национальной радиосети. Однако Управление радио решило, что 105—108 МГц будет лицензировано для новых местных и региональных станций, и Virgin Radio выиграла одну из новых FM-лицензий в Лондоне.
Радиостанция Virgin Radio была запущена 10 апреля 1995 года на частоте 105,8 МГц в Лондоне.
В течение года Virgin Group рассматривала разные варианты развития радиостанции, включая возможность размещения акций или выкупа акций у JP Morgan, Apax Partners и сэра Дэвида Фроста В мае 1997 года было объявлено, что Capital Radio согласилась приобрести Virgin Radio за 87 млн ф.с. Capital планировало перевезти Virgin Radio с Голден Сквер в своё здание на Лестер-сквер, разделив программирование между AM и FM службами. администрация радио одобрило покупку, но министр по делам потребителей Найджел Гриффитс передал сделку в Комиссию по монополиям и слияниям (MMC). Отчёт комиссии выйдет только в январе 1998 года и будет рекомендовать одобрить сделку только при продаже Capital Gold или исключения лондонской лицензии Virgin FM. Однако задержка с одобрением приобретения Capital в конечном итоге приведёт к срыву самой сделки.
В январе 1997 года Крис Эванс покинул утреннее шоу на Radio 1 из-за разногласий с программным контролёром Мэтью Баннистером (журналист просил о выходных, чтобы иметь больше времени для работы в программе TFI Friday на Channel 4). Эванс очень хотел вернуться на радио, СМИ сообщали о попытках его агента Майкла Фостера добиться возвращения на BBC Radio 1, также велись переговоры о покупке Talk Radio.
Ричард Брэнсон так сильно желал нанять Эванса на Virgin Radio, что полетел с ним одним рейсом до Нью-Йорка на самолёте Concorde. В конце концов журналист присоединился к команде Virgin Radio в качестве ведущего утреннего шоу, заменив программу «Russ 'n' Jono» (которую вели Расс Уильямс и Джонатан Коулмен). Его программа стартовала 13 октября 1997 года, в тот же день на BBC Radio 1 дебютировала заменившая его Зои Болл. Первоначальный контракт был заключён только на 10 недель, пока MMC не объявило о своём решении о поглощении Capital Radio. Эванс обсудил покупку радиостанции с Дэвидом Кэмпбеллом, и с помощью Майкла Фостера заключил сделку по её покупке за счёт венчурного капитала от Apax Partners и BNP Paribas, при этом Virgin Group сохранила за собой 20 % долю. 8 декабря 1997 года было объявлено о сделке, создавшей Ginger Media Group.

### 1998—2000: Ginger Media Group
За первые три месяца аудитория утреннего шоу Эванса выросла с 660 тыс. до 2,2 млн слушателей. В августе 1998 года он принял неожиданное решение о запуске субботнего дневного шоу «Rock 'n' Roll Football», которое до сих пор выходит на Absolute Radio. С 5 октября 1998 года Virgin Radio начала одновременные трансляции утреннего шоу на Sky One каждое утро в течение часа с 7:30 до 8:30 утра. Когда песня играла по радио, телезрители одновременно смотрели видеоклип.
В начале нового футбольного сезона в августе 1999 года английский футболист и тренер Терри Венейблс присоединился к Расу Уильямсу в шоу, которое должно было предшествовать «Rock 'n' Roll Football».
Команда менеджеров Ginger Media Group рассматривала возможности расширения, в том числе план по приобретению газеты Daily Star у United News & Media и найма Пирса Моргана главным редактором. Однако планы зашли в тупик из-за охлаждения интереса со стороны акционеров, которые по словам Эванса «заботились только об извлечении добавленной стоимости».

### 2000—2008: SMG
Менеджмент выбрал стратегию продажи бизнеса на три года раньше запланированного срока, наняв Goldman Sachs для управления процессом продажи, также рассматривая возможность публичного размещения акций. В марте 2000 года компания была продана контролирующей телеканал Scottish Television и газету Herald Scottish Media Group (нынешняя STV Group plc) за 225 млн ф.с., которая сумела обойти конкурентов в лице Clear Channel, NRJ и Guardian Media. Эванс заработал на сделке 75 млн ф.с.
Впоследствии Эванс был уволен своим новым работодателем в 2001 году за неявку на работу в течение пяти дней подряд во время вечеринок со своей тогдашней женой Билли Пайпер.
Работавший на станции с момента её запуска генеральный директор Джон Пирсон ушёл в отставку в апреле 2005 года, и его заменил Фру Хэзлитт, ранее занимавший должность управляющего директора Yahoo! в Великобритании и Ирландии.
13 июня 2006 года SMG plc подписала соглашение с YooMedia о предоставлении доступа к Virgin Radio на Freeview. Владельцы радиостанции всегда уделяли большое внимание альтернативным средним волнам методам передачи сигнала, поскольку частота 1215 кГц страдает от значительных помех, особенно после наступления темноты (использовавшая эту частоту первые 11 лет своего существования BBC Radio 1 в 1978 году перешла на более качественные средневолновые частоты (теперь используемые TalkSport) в основном по этой причине).

### 2008—2013: Times of India и ребрендинг

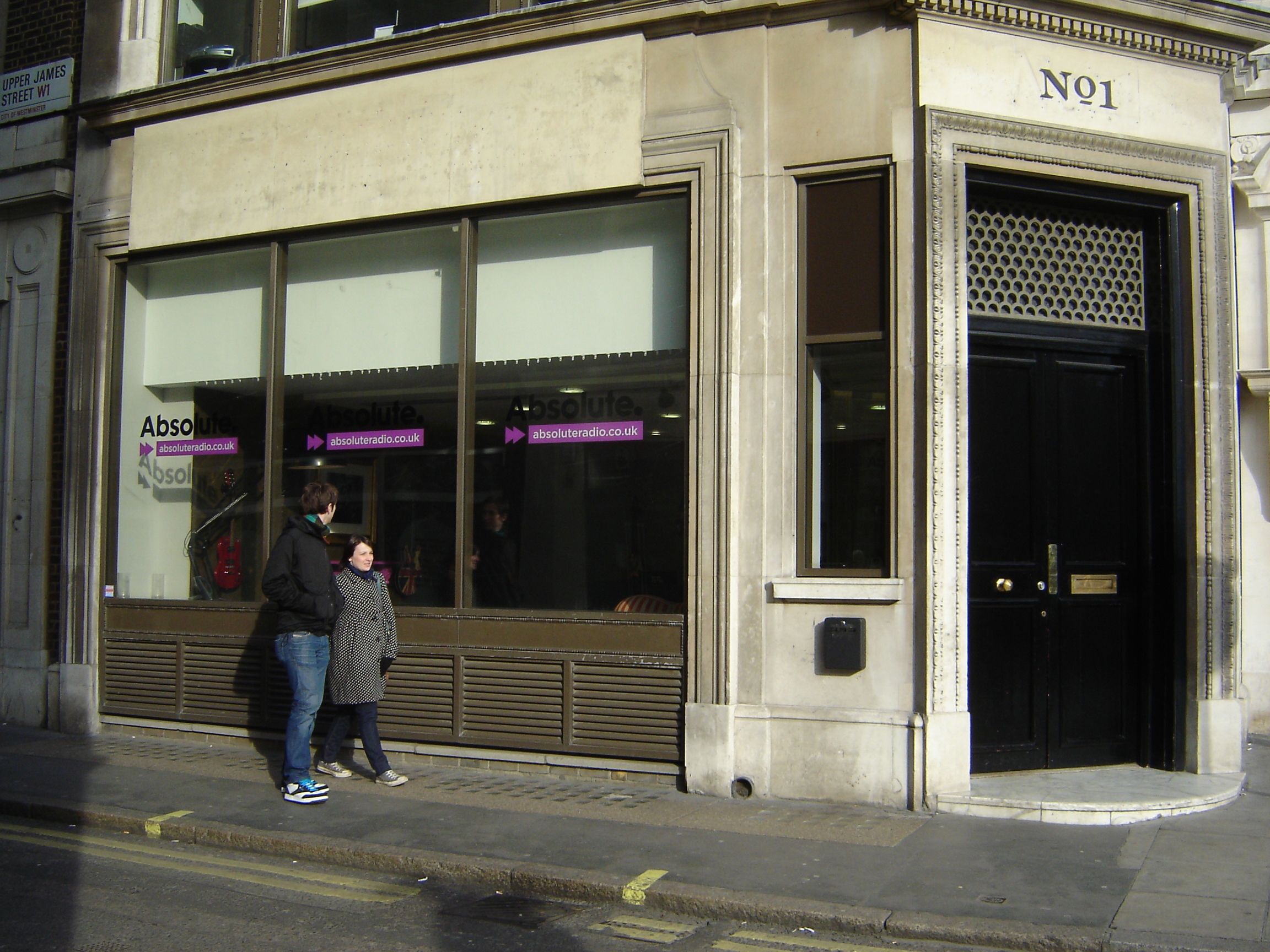
Здание по адресу Голден-сквер, дом 1, с логотипом «Absolute Radio»

12 апреля 2007 года стало известно о решении SMG plc продать Virgin Radio ради сосредоточения на своём телеканале STV. 30 мая 2008 года радиостанция была продана за 53,2 млн долл. дочерней компании The Times Group TIML Golden Square Limited. TIML выделило 90 дней на ребрендинг радиостанции, на который в сумме сделки было заложено 15 млн ф.с., станцией начинал управлять оператор двух FM лицензий в Оксфорде Absolute Radio International.
1 сентября 2008 года было объявлено, что к концу месяца Virgin Radio будет переименована в Absolute Radio. Произошли и кадровые перестановки: ушли JK and Joel, Робин Бёрк, Тони Хэдли и Джон Осборн (который позже вернулся) взамен которых появились Аллан Лэйк, Джоанна Рассел, и Тим Шоу.. Последней песней в эфире Virgin Radio была «American Pie» Дона Маклина, первой песней в эфире Absolute Radio стала «A Day in the Life» группы The Beatles. Согласно исследованиям за 4-й квартал 2008 года при ребрендинге было потеряно 20 % слушателей прежнего Virgin Radio.
Бренд Virgin Radio был перезапущен через DAB и интернет-вещание 30 марта 2016 года в рамках партнёрства с Wireless Group и утверждения Ofcom в марте 2015 года лицензии на цифровое наземное коммерческое радио .

### 2013-н.в.: Bauer Media
29 июля 2013 года Bauer Media Group объявила о своём намерении приобрести Absolute за 20 — 25 млн ф.с., сделка была одобрена Office of Fair Trading 23 декабря.
К сентябрю 2014 года, все остальные лондонские станции Bauer переехали из Мэппин Хаус в отремонтированный One Golden Square, создав новый национальный радиохаб.
В июле 2015 года было объявлено, что Absolute Radio будет использовать ранее принадлежавшую радиостанции Planet Rock частоту 105,2 FM в Уэст-Мидлендсе, запуск прошёл 7 сентября. Однако 16 декабря 2018 года вещание было прекращено из-за решения медиахолдинга транслировать на этой частоте радиостанцию Greatest Hits Radio.

## Программирование

### Аудитория и плей-лист
Аудиторией Virgin Radio была целевая группа в возрасте от 24 до 44 лет, особое внимание уделялось музыкальным альбомам, так как «хит-парады синглов на Radio 1 и на местном коммерческом радио устарели, потому что альбомы продаются в три раза больше синглов». Это будет смесь треков из недавних альбомов и музыки из чартов за последние 25 лет, направленная на заполнение «дыры посередине» между специально нацеленными на молодую аудиторию BBC Radio 1 и местными коммерческими радиостанциями, и предлагающими классические хиты «золотыми» станциями.
Спустя год после запуска Дэвид Кэмпбелл заявил, что «музыкальная политика была неправильной, даже несмотря на то, что Virgin провела множество исследований, чтобы предположить, что она делает то, что хотят её слушатели. Мы делали то, чего никогда не должны делать: добиться одобрения критиков, играя малоизвестные треки, получившие похвалу музыкальной прессы». Подход радиостанции заключался в добавлении более знакомой музыки.
Фру Хэзлитт во время интервью для The Guardian в сентябре 2006 года так описал музыку, которую отстаивает радиостанция: «Это в значительной степени мейнстрим-рок-фестивальная музыка. Razorlight, Keane. Эти группы становятся одними из самых известных в мире»/
Объявляя о ребрендинге Absolute Radio в блоге One Golden Square главный операционный директор Клайв Диккенс отмечал, что станция будет «придерживаться настоящей музыки, а не производимого мусора, — и мы опираемся на то количество живой музыки, которое мы делаем — мы просто собираемся узнать больше об этом»/
Музыкальная политика фокусировалась на гитарном роке, в основном британском. В феврале 2009 года глава музыкального отдела Джеймс Curran указал 30 наиболее популярных артистов в первые четыре месяца существования Absolute Radio: Manic Street Preachers, Coldplay, Arctic Monkeys, Snow Patrol, Kings of Leon, The Killers, Oasis, Travis, U2, Placebo, Suede , Kaiser Chiefs, Kasabian, Queen, Keane, Stereophonics, Caesars, Elbow, Брюс Спрингстин, R.E.M., Nickelback, The Offspring, Aerosmith, The Rolling Stones, Biffy Clyro, The Beatles, Дэвид Боуи, Nirvana, The Police и Blur.

### Спорт
С сезона 2010—2011 года и по 2015-16 год Absolute Radio транслировала 32 игры АПЛ в субботние дни.
С 2013 по 2014 год радиостанция удерживала права на трансляцию игр НФЛ.

## Вещание

### Studios
С момента своего запуска радиостанция вещает из 1 Голден Сквер в Лондоне.

### Средние волны
Частота 1215 кГц (247 метров) использовалась программой BBC Light только в отдельных регионах до 1967 года. Затем до 22 ноября 1978 года она использовалась на национальном уровне в качестве исходной для BBC Radio 1,а с 23 ноября 1978 года по 28 февраля 1992 года — для BBC Radio 3.
В ряде областей, особенно там, где сигналы от основных передатчиков перекрываются друг с другом, Absolute Radio использует передатчики-заполнители на разных частотах. Ниже приведён список AM-передатчиков, используемых Absolute Radio (передатчики, помеченные **, были выключены с мая 2018 года; мощность передатчиков, отмеченных ∆, снизилась с мая 2018 года):
| Передатчик                   | Покрытие                                              | Частота (кГц)    | EMRP (кВ) | Дата запуска    |
| ---------------------------- | ----------------------------------------------------- | ---------------- | --------- | --------------- |
| Бостон                       | Линкольншир                                           | 1242             | 2         | 2 сентября 1994 |
| Брайтон (Саутвик, англ.)     | Сассекс                                               | 1197             | 1.1       | 9 ноября 1993   |
| ∆ Брукманс Парк              | Лондон, Хертфордшир, Эссекс, Южный Бедфордшир         | 1215             | 125       | 3 августа 1993  |
| ** Честертон Фен             | Южный и центральный Кембриджшир                       | 1197 (вне эфира) | 0.2       | 2 сентября 1994 |
| Дартфордский туннель (англ.) | Дартфордский туннель                                  | 1215             | 0.004     | 8 марта 1993    |
| ∆ Дройтвич                   | Западный Мидлендс                                     | 1215             | 105       | 8 марта 1993    |
| Фархэм                       | Южный Хэмпшир и остров Уайт                           | 1215             | 1         | 9 марта 1993    |
| Ферн Барроу                  | Дорсет                                                | 1197             | 0.25      | 11 марта 1993   |
| Глостер                      | Глостершир                                            | 1197             | 0.3       | 14 марта 1993   |
| ** Гринсайд Скалп            | Восточный Тейсайд                                     | 1242 (вне эфира) | 0.5       | 9 марта 1993    |
| ** Гилдфорд (Пирбрайт)       | Западный Суррей и Северо-восточный Хэмпшир            | 1260 (вне эфира) | 0.5       | 24 декабря 1993 |
| ** Хо (англ. Hoo)            | Северный и западный Кент, Южный и центральный Сассекс | 1197 (вне эфира) | 2         | 15 марта 1993   |
| ** Халл                      | Восточный Йоркшир и Северный Линкольншир              | 1215 (вне эфира) | 0.32      | 15 марта 1993   |
| Кингс Хит                    | Нортгемптоншир                                        | 1233             | 0.5       | 7 ноября 1993   |
| Лиснагарви                   | Северная Ирландия                                     | 1215             | 16        | 8 марта 1993    |
| Лидд                         | Юго-восточный Кент и юго-восточный Сассекс            | 1260             | 2         | 2 апреля 1995   |
| Маннингтри                   | Юго-восточный Саффолк и Северо-восточный Эссекс       | 1233             | 0.5       | 6 ноября 1993   |
| ∆ Мурсайд Эдж                | Северо-восток и Йоркшир                               | 1215             | 200       | 8 марта 1993    |
| Оксфорд                      | Оксфордшир                                            | 1197             | 0.25      | 12 марта 1993   |
| ** Плимут                    | Девон                                                 | 1215 (вне эфира) | 1.1       | 15 марта 1993   |
| Поствик                      | Восточный Норфолк и Северо-восточный Саффолк          | 1215             | 1.2       | 16 марта 1993   |
| ** Редмосс                   | Абердин и Восточный Грампиан                          | 1215 (вне эфира) | 2.3       | 25 марта 1993   |
| ** Редрут                    | Корнуолл                                              | 1215 (вне эфира) | 2         | 28 июля 1997    |
| ** Шеффилд                   | Южный Йоркшир                                         | 1233 (вне эфира) | 0.3       | 6 ноября 1993   |
| Сайдвей                      | Стэффордшир                                           | 1242             | 0.5       | 9 июля 1993     |
| Стоктон                      | Кливленд                                              | 1242             | 1         | 15 марта 1993   |
| ** Свиндон                   | Уилтшир                                               | 1233 (вне эфира) | 0.1       | 11 ноября 1993  |
| ** Торбэй                    | Девон                                                 | 1197 (вне эфира) | 1         | 19 марта 1993   |
| Троуэлл                      | Ноттингемшир                                          | 1197             | 0.5       | 27 марта 1993   |
| ** Уолласи                   | Мерсисайд                                             | 1197 (вне эфира) | 0.4       | 27 марта 1993   |
| ∆ Уошфорд                    | Южный Уэльс, Эйвон, Сомерсет                          | 1215             | 100       | 11 марта 1993   |
| ∆ Вестерглен                 | Центральная Шотландия                                 | 1215             | 100       | 10 марта 1993   |
| Врекентон                    | Тайн и Уир                                            | 1215             | 2.2       | 18 марта 1993   |

### FM-вещание
Станция доступна на частоте 105,8 FM через передающую станцию Crystal Palace в Лондоне, начавшего работу в 1995 году. В феврале 2021 года Bauer обратился в Ofcom с просьбой разрешить изменить лицензию на FM-вещание, чтобы разрешить использование этой частоты для лондонской ретрансляции радиостанции Greatest Hits; Absolute Radio останется доступным в Лондоне через сохранённые национальные AM и цифровые каналы.
С 7 сентября 2015 года по декабрь 2018 года станция была доступна в Западном Мидлендс через передающую станцию Саттон Колдфилд.

### Спутниковое вещание
Летом 1993 года Virgin Radio начала вещание в стереофоническом режиме на спутнике Astra 1A на аудионосителе канала Sky News. Эта услуга была прекращена 1 июля 2001 г. в ожидании прекращения работы аналоговой спутниковой службы Sky. Virgin Radio была одной из первых 20 радиостанций, присоединившихся к Sky Digital 20 ноября 1999 года. Работающая на базе спутника Astra 2A, радиостанция находится на канале 917 Sky EPG и доступна на канале 0107.

## Сайт и интернет-трансляция
Первый интернет-сайт был открыт 7 марта 1996 года. Разработанный AKQA, он транслировал прямой эфир в формате RealAudio, сделав Virgin Radio первой европейской радиостанцией с интернет-трансляцией 24 часа в сутки. Virgin Radio ещё шесть раз меняла дизайн своего сайта. Форматы потокового аудио и представление со временем развивались: потоковая передача QuickTime была добавлена в июле 1999 г., интерактивный медиаплеер запущен в октябре 1999 г., поток Ogg-Vorbis был запущен в июне 2003 г, а потоки HE-AAC и Ogg-FLAC были запущены в декабре 2009 года. Осенью 2012 года была запущена пробная версию на базе Opus Streaming как часть Listen Labs, включая потоки для всех семи станций со скоростью 24, 64 и 96 кбит / с. Осенью 2014 года это испытание было отменено без дальнейшего уведомления вместе с веб-камерами в реальном времени и API общедоступных плейлистов.
В 2001 году Virgin Radio присоединилась к сервисам измерения интернет-вещания Measurecast и Arbitron., которые впоследствии закрылись. В 2009 году Absolute Radio начало публиковать статистику прослушивания и скачивания в Интернете.
Virgin Radio была одной из первых британских радиостанций, начавших осваивать мобильные телефоны. В 1999 году с Ericsson был начат совместный проект по развитию технологий 3Gn для радио, через год был запущен сайт в формате WAP, в 2001 году вместе с Crown Castle и Manx Telecom изучались возможности использования телефонов 3G для добавления интерактивности цифровым радиотрансляциям. В 2009 году вышли приложения для iPhone и iPod Nano., а в 2010 году — для Amazon Kindle, Nokia Ovi Store, BlackBerry и Windows Phone 7. Радиостанция стала партнёром при запуске мобильной рекламной сети Apple iAd.
В январе 2014 года Absolute Radio Network сохранила доступ к своему интернет-радио только для жителей Великобритании, также удалив приложения для iPhone и Android из иностранных онлайн-магазинов.